# Bardsir (shahrestan)
Bardsir (persiska: شهرستان بردسير, Shahrestan-e Bardsir) är en delprovins (shahrestan) i Iran. Den ligger i provinsen Kerman, i den centrala delen av landet. Bardsir hade 81 983 invånare år 2016. Administrativt centrum är staden Bardsir.